# Top Junior FC
Der Top Junior FC ist ein burundischer Fußballklub mit Sitz in Kayanza.

## Geschichte
Wann der Klub begründet wurde, ist nicht ganz bekannt. Erstmals in den Statistiken auftauchen, tut er in der Saison 2016/17 bei der ersten Runde des nationalen Pokals. In der Folgesaison nahm man dann auch am Aufstiegsturnier der zweitklassigen Ligue B teil, unterlag hier aber früh. Nach der Spielzeit 2018/19 sicherte sich das Team mit 32 Punkten über Poule B einen ersten Platz innerhalb der Ligue B und durfte so theoretisch aufsteigen. Allerdings wurde mit Athlético Olympique eine sogenannte „Partnerschaft“ gebildet, womit beide Klubs in ihrer jeweiligen Liga verblieben. Diese spielten somit als Athlético Academy in der nächsten Saison in der ersten Liga und Top Junior schaffte nur knapp den Klassenerhalt in der Ligue B. Nach der Spielzeit 2020/21 gelang aber schlussendlich auch für die Mannschaft den Aufstieg in die Erstklassigkeit. Mit einem sehr gutem vierten Platz und 51 Punkten beendete der Klub hier dann auch seine Debütsaison 2021/22.